# Route nationale 819
Die Route nationale 819, kurz N 819 oder RN 819, war eine französische Nationalstraße, die von 1933 bis 1973 zwischen L’Aigle und Lisieux verlief. Ihre Gesamtlänge betrug 58 Kilometer.